# Cirrhilabrus randalli
Cirrhilabrus randalli Allen, 1995 è un pesce d'acqua salata appartenente alla famiglia Labridae.

## Distribuzione e habitat
Proviene dalle barriere coralline dell'ovest dell'Australia, nell'oceano Pacifico. Nuota tra i 10 e i 40 m di profondità.

## Descrizione
Presenta un corpo leggermente compresso sui lati, allungato e con la testa dal profilo non particolarmente appuntito. La lunghezza massima registrata è di 8,4 cm. Il ventre è bianco e sui fianchi è presente un'ampia fascia orizzontale arancione che parte da dietro le pinne pettorali e termina sul peduncolo caudale. La testa ha una colorazione scura, il dorso è più chiaro e il suo colore varia tra l'arancione scuro e il marrone rossiccio.

## Biologia
Sconosciuta, ma probabilmente simile a quella delle altre specie del suo genere.

## Conservazione
Questa specie, a differenza del resto del genere Cirrhilabrus è abbastanza rara pure negli acquari. Non sembra essere minacciata da particolari pericoli, quindi viene classificata come "a rischio minimo" (LC).